# Pierella lucia
Pierella lucia är en fjärilsart som beskrevs av Gustav Weymer 1885. Pierella lucia ingår i släktet Pierella och familjen praktfjärilar. Inga underarter finns listade i Catalogue of Life.

## Bildgalleri

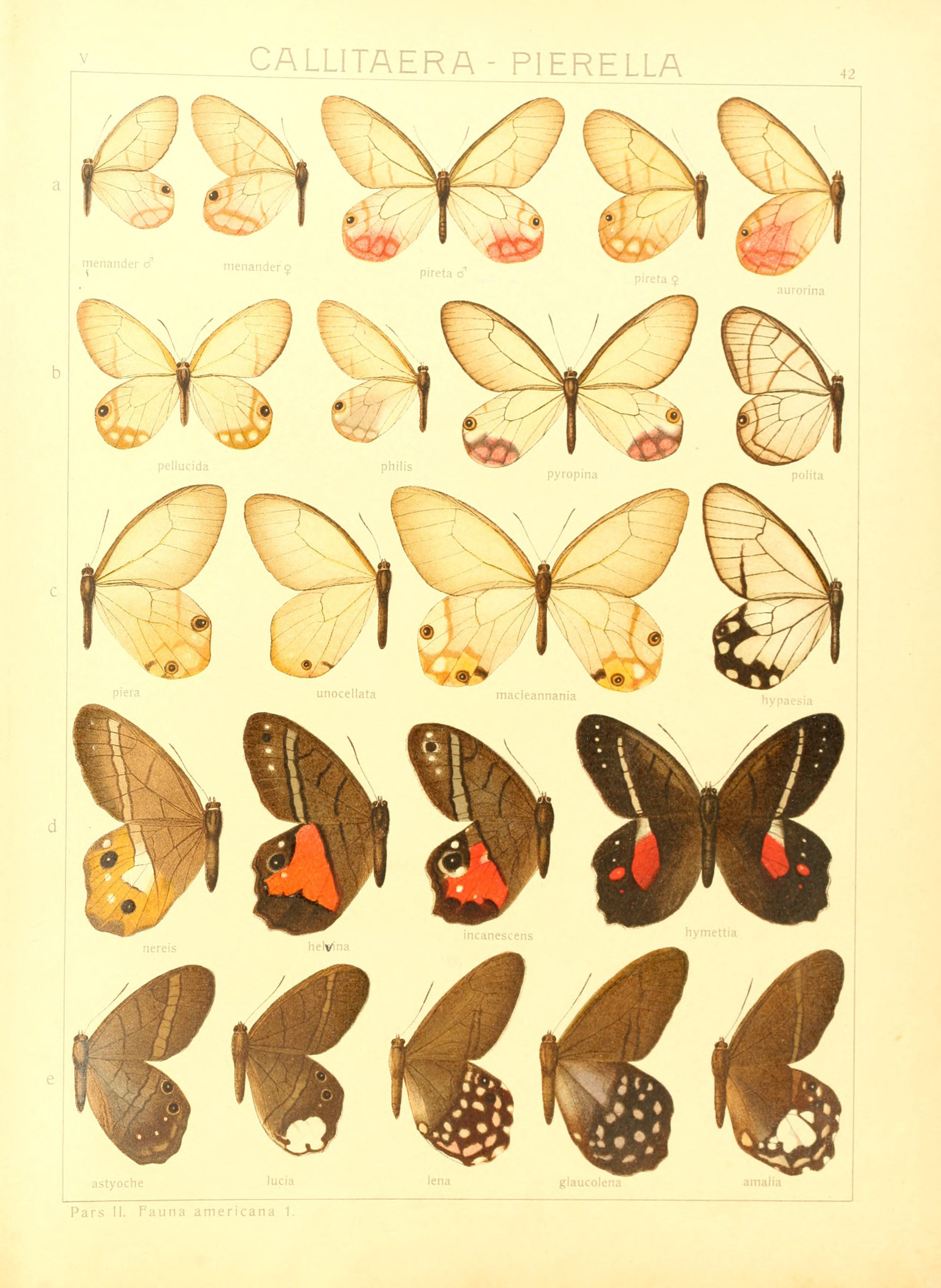